# Râul Negruța
Râul Negruța este un curs de apă, afluent al râului Someșul Rece. 